# Ландштуль
Ландштуль (нем. Landstuhl) — город в Германии, в земле Рейнланд-Пфальц.
Входит в состав района Кайзерслаутерн. Подчиняется управлению Ландштуль.  Население составляет 8573 человека (на 31 декабря 2010 года). Занимает площадь 15,34 км². Официальный код — 07 3 35 022.